# Reserve (Pennsylvania)
Reserve  è una township degli Stati Uniti d'America, nella contea di Allegheny nello Stato della Pennsylvania. Secondo il censimento del 2000 la popolazione è di 3.856 abitanti.

## Società

### Evoluzione demografica
La composizione etnica vede una prevalenza della razza bianca (97,90%), seguita quella afroamericana (1,35%), dati del 2000.
| township di Reserve Popolazione |       |
| 2000                            | 3.856 |
| Stima al 2009                   | 3.634 |